# Bouvet (1896)
Bouvet – francuski pancernik (przeddrednot) z końca XIX wieku. Był jedną z pięciu podobnych do siebie jednostek zamówionych w ramach programu rozbudowy floty francuskiej z 1890 roku (prócz niego były to: „Charles Martel”, „Carnot”, „Jauréguiberry” i „Masséna”). Okręt wypierał 12 205 ton, a jego główną artylerię stanowiły dwa działa kalibru 305 mm i dwa kalibru 274 mm, uzupełniane przez osiem dział kalibru 138 mm i osiem kalibru 100 mm.
Zwodowany 27 kwietnia 1896 roku w stoczni Arsenal de Lorient w Lorient, został przyjęty do służby w Marine nationale 27 lipca 1898 roku. Nazwę otrzymał na cześć wadm. François Josepha Bouveta. Służył na Morzu Śródziemnym i Oceanie Atlantyckim, biorąc udział w I wojnie światowej. „Bouvet” zatonął 18 marca 1915 roku podczas operacji opanowania Dardaneli po wejściu na minę, a na jego pokładzie zginęło ponad 600 osób.

## Projekt i budowa
Doświadczenia z prób i początków eksploatacji zbudowanych w ramach programu rozbudowy floty francuskiej z 1881 roku pancerników (okrętów pancernych) „Hoche”, „Marceau” i „Neptune” skłoniły admiralicję do rozpoczęcia prac projektowych nad ich następcami. W przyjętym w 1890 roku nowym programie rozbudowy floty (z planową realizacją w latach 1892–1901), którego twórcą był ówczesny minister marynarki Édouard Barbey, znalazło się m.in. zbudowanie pięciu nowych pancerników, przez co Marine nationale miała mieć w służbie 24 jednostki tej klasy (prócz „Bouveta” powstały „Charles Martel”, „Carnot”, „Jauréguiberry” i „Masséna”). Okręty powstały według jednolitych założeń projektowych, choć różniły się między sobą szczegółami konstrukcji oraz wyglądem zewnętrznym; przenosiły jednak identyczne uzbrojenie, były podobnie opancerzone oraz miały zbliżoną prędkość i manewrowość. W założeniach miały mieć wyporność normalną około 14 000 ton, opancerzenie na całej długości linii wodnej i uzbrojenie składające się z dwóch dział kalibru 340 mm, dwóch kalibru 274 mm oraz ośmiu kalibru 138 mm. Naciski ze strony parlamentu oraz zwolenników Jeune École na obniżenie kosztów budowy spowodowały zmniejszenie kalibru dział artylerii głównej do 305 mm i umieszczenie dział artylerii średniej w wieżach zamiast w kazamatach, przez co wyporność normalna miała nie przekroczyć 12 000 ton.
Projektując nowe okręty zaczerpnięto niektóre rozwiązania techniczne z ich poprzedników: z „Hoche” przejęto układ rozmieszczenia najcięższej artylerii w tzw. romb (dwa pojedyncze działa na dziobie i rufie oraz dwa kolejne w wieżach przyburtowych), z typu Marceau natomiast kształt kadłuba z wysokimi, silnie pochylonymi dośrodkowo burtami, zapewniający dobrą dzielność morską. Przyjęty kształt kadłuba powodował problemy ze statecznością, a nawet niewielkie niesymetryczne zalanie części podwodnej mogło spowodować przewrócenie się okrętu i zatonięcie.
„Bouvet” był zbudowany jako ostatni z pięciu pancerników programu, aczkolwiek jego budowę rozpoczęto jeszcze przed wodowaniem wcześniejszych jednostek. Jego projektantem był inż. Charles Ernest Huin. Po odrzuceniu przez Radę Prac Marynarki koncepcji jednostki uzbrojonej w trzy pojedyncze działa kal. 305 mm, projekt okrętu stał się ulepszeniem pierwszego powstałego w ramach programu z 1890 roku pancernika „Charles Martel”. W porównaniu do pierwowzoru zrezygnowano z ciężkiego pomostu komunikacyjnego łączącego nadbudówki dziobową i rufową oraz nawisających pomostów nad wieżami artylerii głównej; usunięto część otuliny kominów oraz zmniejszono wieżę dowodzenia. Z kolei zestaw uzbrojenia i trzyśrubowy układ napędowy był niemal identyczny, jak na pancerniku „Masséna”. W stosunku do pierwszych trzech pancerników programu, na obu okrętach zwiększeniu uległ drugi kaliber artylerii średniej z 65 do 100 mm. Od wcześniejszych czterech pancerników „Bouveta” różniło ponadto zastosowanie kotwic patentowych typu Marrela z kluzami zamiast niepraktycznych kotwic admiralicji i żurawików.
„Bouvet” został zamówiony i zbudowany w stoczni Arsenal de Lorient. Stępkę okrętu położono 16 stycznia 1893 roku, a kadłub został zwodowany 27 kwietnia 1896 roku. Nazwa jednostki upamiętniała wadm. François Josepha Bouveta, dowódcę francuskich sił morskich podczas wojen napoleońskich. Koszt budowy jednostki wyniósł 28 946 000 franków (w przeliczeniu 1 100 770 £).
5 marca 1898 roku okręt był gotów do prób siłowni, lecz z powodu wzrostu napięcia w relacjach między Francją a Wielką Brytanią (incydent w Faszodzie) testy przeniesiono z Brestu do Tulonu, dokąd „Bouvet” dotarł 20 marca. Próby rozpoczęły się 2 kwietnia i trwały do końca września, już po przyjęciu okrętu do służby. W ich trakcie osiągnięto następujące wyniki: w 24-godzinnej próbie prędkości przy mocy nominalnej zanotowano prędkość 17 węzłów, a w próbie 4-godzinnej przy przeciążeniu maszyn osiągnięto prędkość 18,8 węzła. Problemy sprawiała instalacja hydrauliczna pancernika, a zwłaszcza siłowniki wież artylerii głównej.

## Dane taktyczno-techniczne

### Charakterystyka ogólna

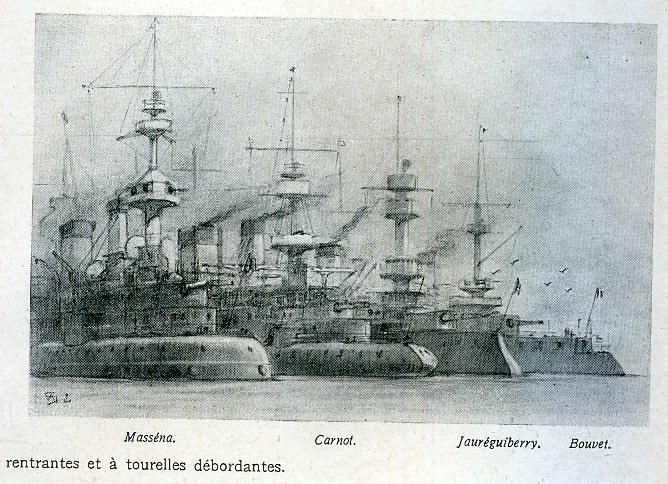
Pancerniki programu 1900 od rufy, z prawej „Bouvet”

„Bouvet” był zbudowanym ze stali pancernikiem z wysokimi, silnie pochylonymi dośrodkowo burtami (tzw. zawał burtowy). Kadłub podzielony był przy pomocy 13 grodzi na 14 przedziałów wodoszczelnych, a jego konstrukcja opierała się na 101 wręgach głównych (w tym 20 wzmocnionych). W przeciwieństwie do „Charles’a Martela” okręt miał odrębnie położone kotłownie, które mieściły się w przedziałach F i H, dodatkowo podzielonych wzdłużnymi grodziami (w każdym z czterech pomieszczeń znajdowało się osiem kotłów). Znajdująca się w przedziale I maszynownia również była podzielona wzdłużnymi grodziami na trzy części; w każdej znajdowała się jedna maszyna parowa. Na całej długości ważącego 3966 ton kadłuba rozciągało się dno podwójne, mieszczące m.in. zbiorniki wody słodkiej i smarów. Na dziobie, w miejscu planowanego pierwotnie działa pościgowego, zbudowano pomieszczenie z reflektorami Mangina. Elementem odróżniającym od „Charles’a Martela” i „Masseny” była rufa, która nie była ścięta do pokładu głównego (poza samą skrajną częścią).
Okręt miał długość całkowitą wynoszącą 122,6 metra (117,81 metra między pionami), szerokość 21,39 metra i maksymalne zanurzenie 8,38 metra. Wyporność normalna wynosiła 12 205 ton, zaś pełna 13 235 ton.
Załoga okrętu składała się początkowo z 32 oficerów oraz 666 podoficerów i marynarzy.

### Urządzenia napędowe
Okręt był napędzany trzema trzycylindrowymi pionowymi maszynami parowymi potrójnego rozprężania produkcji zakładów Indret w Nantes, z których każda poruszała jedną trójłopatową śrubę napędową o średnicy 4,5 metra i skoku 4,977 metra. Parę dostarczały 32 opalane węglem kotły wodnorurkowe systemu Delanuay-Belleville, produkcji zakładów w Saint-Denis, o ciśnieniu roboczym 17 kG/cm², rozmieszczone w dwóch kotłowniach . Maszyny osiągały przy przeciążeniu łączną maksymalną moc 15 000 KM, co pozwalało na osiągnięcie prędkości maksymalnej 18 węzłów . Normalny zapas węgla wynosił 610 ton (maksymalnie 980 ton), co zapewniało zasięg 4000 Mm przy prędkości ekonomicznej 10 węzłów .
Prąd generowały trzy zespoły prądnic (prawdopodobnie firmy Sautter-Harlé) napędzanych przez dwucylindrowe maszyny parowe, wytwarzające łącznie 90 kWh energii (czwarty zespół prądnic był zapasowy). Produkowały one prąd stały o napięciu 80 V i natężeniu 600 A, używany do zasilania oświetlenia pokładowego, łukowych reflektorów bojowych, napędu wind amunicyjnych czy wentylatorów w kotłowniach.

### Uzbrojenie

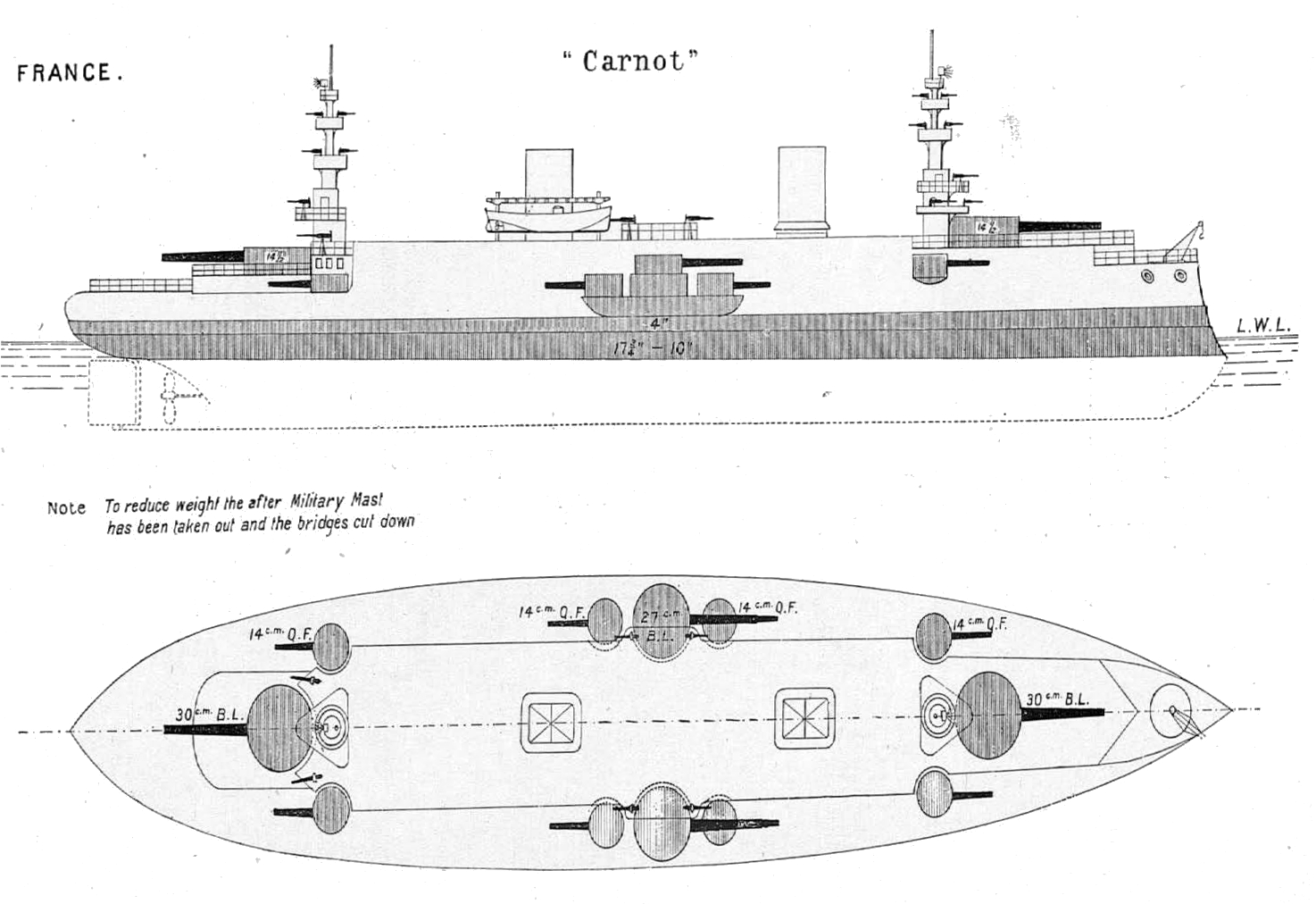
Poglądowy rozkład opancerzenia i uzbrojenia na podobnym pancerniku „Carnot” tego samego programu

Głównym uzbrojeniem pancernika były dwa pojedyncze działa kal. 305 mm M1893 L/40, o masie 44,985 tony (45,37 tony z zamkiem), umieszczone w obracanych hydraulicznie wieżach na pokładzie dziobowym i rufowym na osi symetrii okrętu . Działa strzelały pociskami burzącymi o masie 292 kg lub przeciwpancernymi o masie 340 kg z prędkością początkową 800–815 m/s i szybkostrzelnością 1 strzału na 2–3 minuty. Artylerię główną drugiego kalibru stanowiły dwa pojedyncze działa kal. 274 mm M1893 L/45, o masie 34,39 tony (35,04 tony z zamkiem), także umieszczone w hydraulicznie obracanych wieżach na pokładzie głównym przy prawej i lewej burcie . Na skutek silnego pochylenia dośrodkowego burt wieże umieszczone były na wysokości pokładu górnego, na zewnątrz od burt, jak w „Charles Martel”. Armaty strzelały pociskami o masie 216–255 kg z prędkością początkową 780–815 m/s i szybkostrzelnością 1 strzału na 1–2 minuty.
Artylerię średnią stanowiło osiem pojedynczych, również umieszczonych w obracanych hydraulicznie cylindrycznych wieżach, szybkostrzelnych dział kal. 138 mm M1891/1893 L/45 (faktyczny kaliber wynosił 138,6 mm). Wieże dział kal. 138 mm umieszczone były w pobliżu wież dział artylerii głównej. Strzelały pociskami o masie 30 kg na odległość 8 km z prędkością początkową 770 m/s, przy kącie podniesienia lufy 12°. Na każdą z burt strzelały po cztery działa – jedną wieżę umieszczono na wysokości nadbudówki dziobowej na poziomie górnego pokładu, a reszta znajdowała się na zewnątrz od burt na poziomie głównego pokładu – dwie po obu stronach wieży działa kal. 274 mm i jedna za rufową wieżą działa kal. 305 mm. Artylerię średnią drugiego kalibru stanowiło osiem pojedynczych szybkostrzelnych dział kal. 100 mm M1891 L/45, ustawionych na nadbudówce dziobowej (dwa), a reszta na pokładzie górnym (cztery między kominami oraz dwa na wysokości masztu rufowego) . Armaty ważyły wraz z zamkiem 1,7 tony; strzelały pociskami o masie 14–16 kg na odległość 10,2 km przy kącie podniesienia lufy 25°, z prędkością początkową 715–740 m/s i szybkostrzelnością 8 strzałów na minutę. Teoretycznie w kierunku dziobu można było prowadzić ogień z jednego działa kal. 305 mm, dwóch kal. 274 mm, czterech kal. 138 mm i dwóch kal. 100 mm, a salwę burtową mogły oddać dwa działa kal. 305 mm, jedno kal. 274 mm, cztery kal. 138 mm i cztery kal. 100 mm.
Okręt uzbrojony był też w umieszczoną na nadbudówkach i marsach masztów bojowych liczną artylerię małokalibrową, na którą składało się 12 pojedynczych dział kal. 47 mm Hotchkiss M1885 L/40, dwa rewolwerowe pięciolufowe działka kal. 37 mm M1885 L/20 oraz pięć jednolufowych działek tego kalibru . Działa kal. 47 mm strzelały pociskami o masie 1,5 kg z szybkostrzelnością 20–25 strz./min, a w działkach kal. 37 mm używano pocisków o masie 0,5 kg, wystrzeliwanych z szybkością 25 strz./min. Prócz tego na pancerniku zamontowano cztery pojedyncze wyrzutnie torped (dwie podwodne i dwie obrotowe nawodne) kal. 450 mm, z łącznym zapasem 12 torped . Okręt miał także komorę mieszczącą 20 min M1892, które mogły być stawiane przez pokładowe kutry (uzbrojone ponadto w działka kal. 37 mm) i barkasy.

### Opancerzenie
Pancerz okrętu miał łączną masę około 3800 ton. Jego podstawowym elementem był wykonany ze stali niklowej składający się z 46 płyt pas burtowy o grubości maksymalnej 400 mm na śródokręciu, zmniejszającej się w stronę dziobu do 300 mm i rufy do 270 mm (część górna; dolna miała grubość od 200 mm na dziobie i śródokręciu do 120 mm na rufie). Wysokość rozciągającego się na całej długości kadłuba pancerza burtowego wynosiła 2,1 metra, z czego pod wodą znajdowało się 1,5 metra . Ponad nim rozciągał się górny pas pancerny o grubości 100 mm; miał zmienną wysokość od 2,5 metra na dziobie poprzez 1,2 metra na śródokręciu i 1,8 metra na rufie .
Wypukły pokład pancerny miał grubość 78 mm i był mocowany do płyt ze stali konstrukcyjnej grubości 20 mm. Wieża dowodzenia miała ściany grubości 320 mm.
Wieże artylerii głównej kal. 305 i 274 mm były chronione pancerzem o grubości 370 mm (dach 70 mm). Posadowione były na barbetach o grubości 200 mm . Wieże artylerii średniej kal. 138 mm miały pancerz o grubości 100 mm (góra 20 mm).

## Służba

### Do 1914 roku

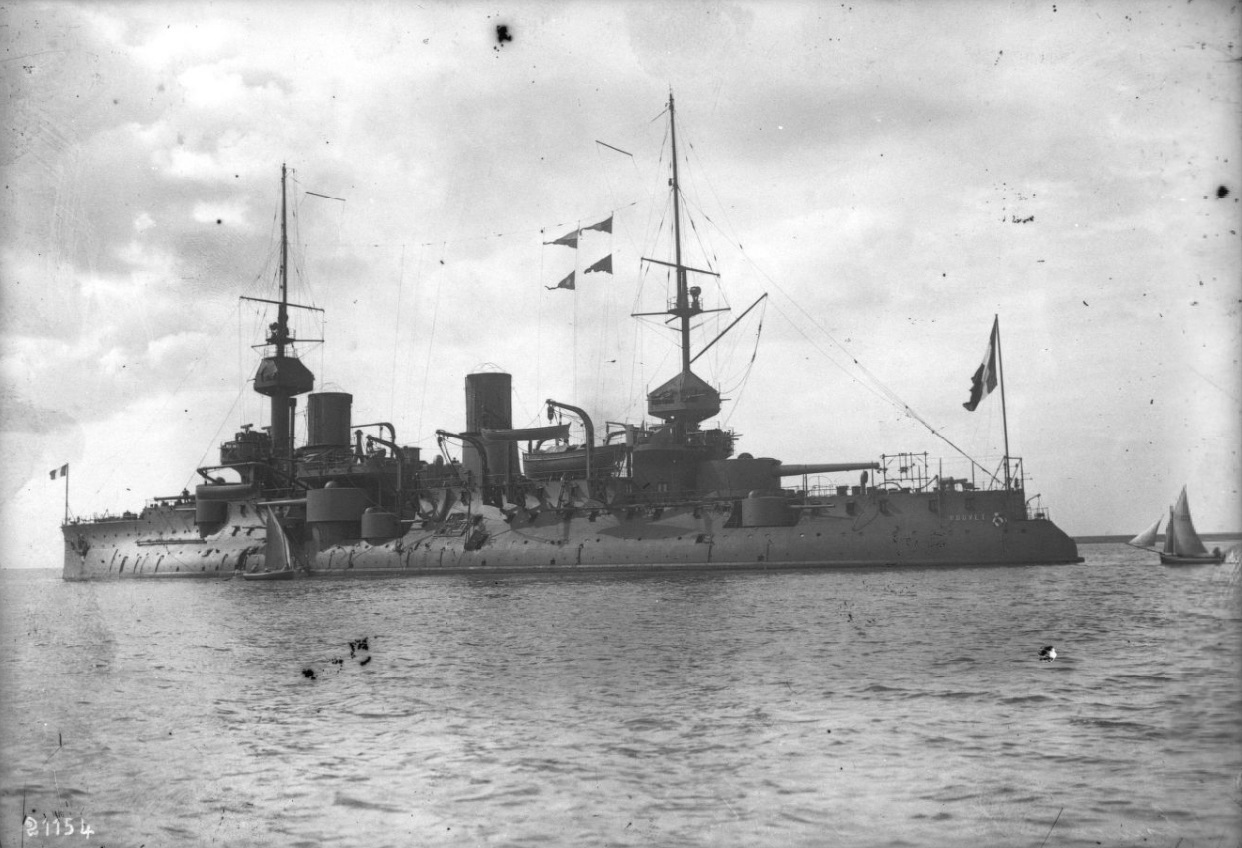
„Bouvet” na redzie Tulonu w 1912 roku

27 lipca 1898 roku pancernik przyjęto do służby w Marine nationale, jeszcze podczas trwania prób. Został wcielony do Eskadry Śródziemnomorskiej. Między 7 a 20 kwietnia 1899 roku wraz z innymi okrętami Eskadry odbył wizytę we Włoszech, a w Cagliari zespół był wizytowany przez króla Humberta I (podczas silnego wiatru w Cagliari na pancerniku zerwał się łańcuch kotwiczny). 23 maja uczestniczył w próbach specjalnego holu projektu inż. Normana, holując torpedowiec „Cyclone”. Od 30 czerwca do 27 lipca francuskie okręty gościły w Katalonii, odwiedzając m.in. Barcelonę. W dniach 11 października – 21 grudnia „Bouvet” wraz z innymi okrętami Eskadry Śródziemnomorskiej odbył rejs do krajów Lewantu, zawijając do portów greckich, tureckich i egipskich.
W 1900 roku rozpoczęto na pancerniku próby radiostacji, którą na stałe zamontowano jednak dopiero w 1905 roku. 29 stycznia 1903 roku, podczas manewrów, okręt zderzył się z pancernikiem „Gaulois”, po czym trafił na krótki remont stoczniowy (10–20 czerwca). Na początku listopada „Bouvet”, płynąc nieopodal Balearów, wskutek sztormu stracił trzy reflektory.
1 marca 1907 roku pancernik włączono do Dywizjonu Szkolnego. Między 3 marca a 26 listopada w Arsenale w Tulonie przeprowadzono modernizację jednostki: przebudowano nadbudówkę dziobową, zdjęto przednią parę dział kal. 100 mm, wszystkie działka kal. 37 mm i nawodne wyrzutnie torped, zainstalowano dalmierz Barr & Stroud o bazie 1,37 metra i dwa działa kal. 47 mm oraz wymieniono rurki kotłowe oraz przewody kominowe.
Podczas przeprowadzonych pod Ajaccio od 3 do 6 lipca 1908 roku ćwiczeń artyleryjskich pancernik odstrzelił flagsztok holującego tarczę strzelniczą kontrtorpedowca „Arbalète”. W 1908 roku na okręcie zainstalowano drugą radiostację.
11 stycznia 1911 roku „Bouvet” wszedł w skład stacjonującej nad Atlantykiem Eskadry Północnej, przemianowanej 1 sierpnia na 3. Eskadrę. 27 sierpnia 1913 roku powrócił na Morze Śródziemne, wchodząc powtórnie w skład Eskadry Śródziemnomorskiej.

### I wojna światowa

#### Pierwsze miesiące wojny

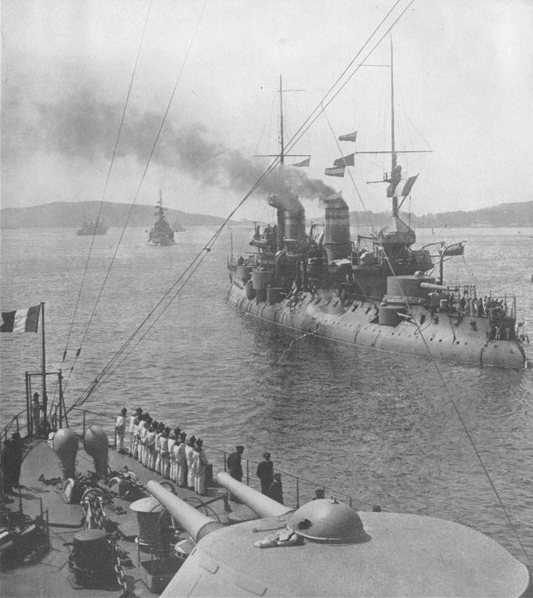
„Bouvet” podczas ćwiczeń w 1914 roku

W momencie wybuchu I wojny światowej w sierpniu 1914 roku „Bouvet” wchodził w skład Dywizjonu rezerwowego, którego zadaniem było patrolowanie zachodniej części Morza Śródziemnego (wraz z pancernikami „Suffren”, „Gaulois” i „Saint Louis”). Na przełomie sierpnia i września „Bouvet” i „Jauréguiberry” skontrolowały 64 statki neutralne. 2 października okręt znajdował się w pobliżu wyspy Tenedos, zauważony przez turecki samolot. Od 17 października do końca 1914 roku „Bouvet” i „Jauréguiberry” skontrolowały kolejne 257 statków, z których sześć zatrzymano.

#### Kampania dardanelska
Na przełomie 1914 i 1915 roku okręt operował na wodach między Dardanelami a Port Saidem, eskortując transportowce przewożące zaopatrzenie dla wojsk. Na początku lutego pancernik został włączony w skład sił uczestniczących w operacji opanowania Dardaneli. „Bouvet” wszedł w skład dowodzonego przez wadm. Émile’a Guépratte’a francuskiego zespołu okrętów (tworzyły go ponadto pancerniki „Charlemagne”, „Gaulois” „Suffren”, sześć kontrtorpedowców, cztery okręty podwodne, 15 trałowców i okręt szpitalny „Canada”). 19 lutego o godzinie 9:50 alianckie okręty podeszły do Dardaneli i stojąc na kotwicach rozpoczęły ostrzał tureckich fortów, same pozostając poza zasięgiem ich ognia. W tej fazie „Bouvet” otrzymał zadanie korygowania ognia prowadzonego przez „Suffrena” w kierunku fortu Kumkale. Jego samego chronić miał przed możliwym ostrzałem z lądu „Gaulois”. Po południu nikłe rezultaty ostrzału skłoniły dowództwo do wydania rozkazu podejścia bliżej celów. HMS „Inflexible” i „Bouvet” otrzymały rozkaz ostrzelania umocnień w Seddülbahir i Ertuğrul, jednak po otworzeniu gwałtownego ognia przez Turków w kierunku HMS „Vengeance” i wobec zapadającego zmroku okręty zostały zmuszone do odwrotu.
Druga próba zniszczenia fortów broniących dostępu do cieśnin tureckich została podjęta rankiem 25 lutego. Podobnie jak 19 lutego „Bouvet” otrzymał zadanie korygowania ognia artylerii „Gauloisa”, który wraz z brytyjskim HMS „Irresistible” uczestniczył w ostrzale i zniszczeniu fortu Orkaniye. 2 marca francuska eskadra udała się do zatoki Saros, by ostrzelać znajdujące się tam tureckie umocnienia, zniszczyć most na rzece Kavak i znaleźć miejsca dogodne do przeprowadzenia desantu. „Bouvet” uzyskał 10 trafień w stary most na rzece Kavak, niszcząc go, jednak drugi, położony bardziej na północ, pozostał nietknięty. Nazajutrz „Bouvet” i „Suffren” powróciły na Tenedos, a w zatoce pozostały „Charlemagne” oraz „Gaulois”.
Z powodu złego stanu technicznego pancernika, dowódca sił alianckich, wadm. Sackville Hamilton Carden postanowił wyłączyć „Bouveta” z dalszych działań, jednak na prośbę dowódcy okrętu, kmdra Rageota de La Touche i dowódcy francuskiej eskadry wadm. Émile’a Guépratte’a decyzja została anulowana. 11 marca o godz. 10:50 „Bouvet” i „Charlemagne” wzięły udział w ostrzale fortu Kumkale; w rewanżu okręt został trafiony przez pojedynczy pocisk z baterii w İntepe.

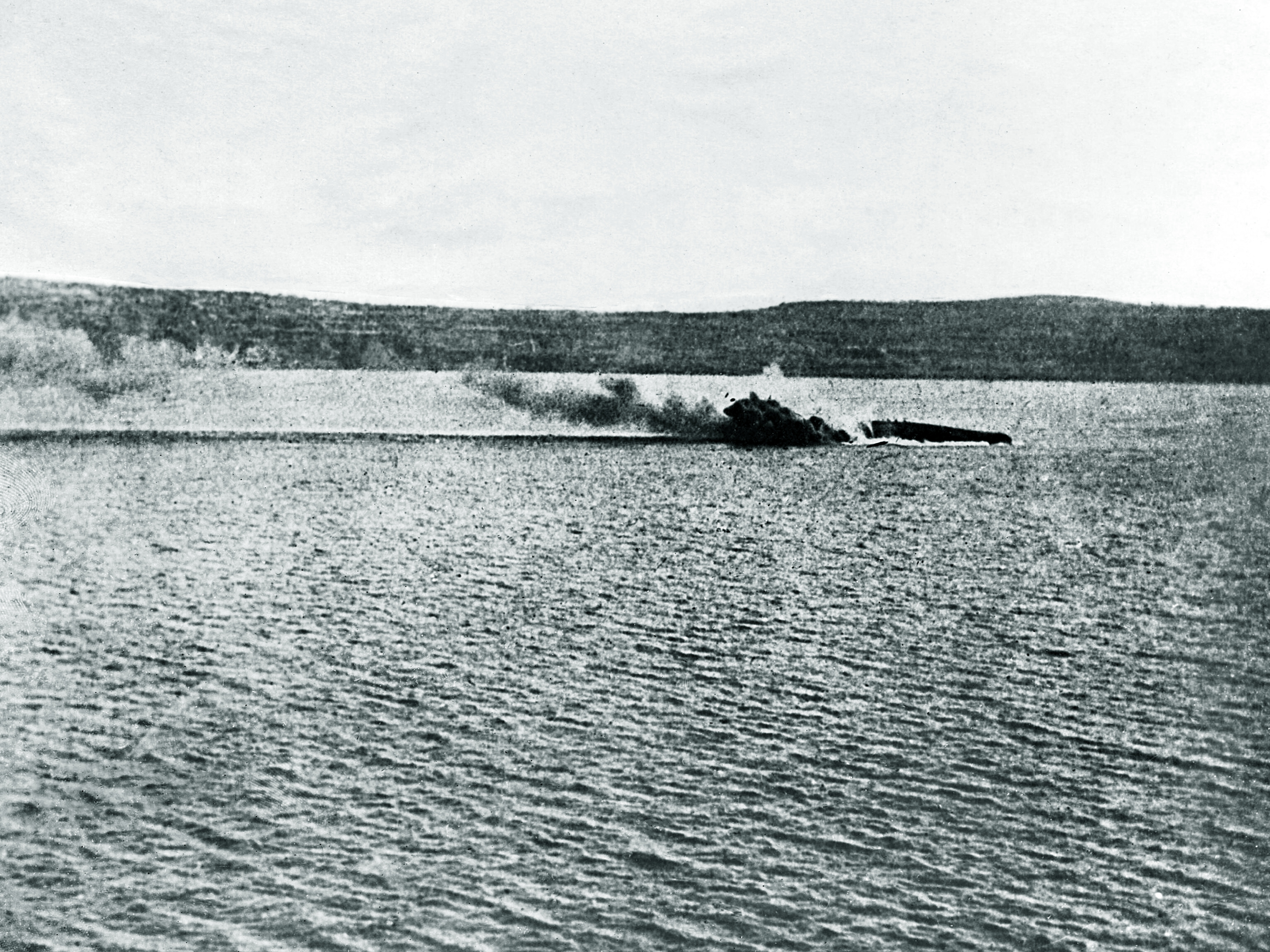
Ostatnie chwile pancernika „Bouvet”

18 marca rozpoczęła się kolejna operacja sił okrętowych, mająca na celu likwidację postawionych przez obrońców zagród minowych liczących ponad 400 min oraz zniszczenie ruchomych baterii lądowych i fortów położonych w centralnej części cieśniny. „Bouvet” i pozostałe trzy francuskie pancerniki, wsparte przez brytyjskie HMS „Prince George” i HMS „Triumph”, znalazły się w drugiej linii okrętów, z zadaniem zapewnienia okrętom pierwszej linii osłony ogniowej. Rankiem artylerzyści „Bouveta” ostrzelali nieopodal Tenedos prowadzący rozpoznanie turecki samolot Albatros B.I. O 12:30 francuskie pancerniki wpłynęły na wody Dardaneli, wysuwając się przed okręty tworzące pierwszą linię, przy czym „Bouvet” i „Suffren” poruszały się wzdłuż wybrzeża Anatolii, zaś „Charlemagne” i „Gaulois” u wybrzeża europejskiego. Okręty znalazły się pod silnym ostrzałem fortów Rumeli Mecidiye i Anadolu Hamidiye oraz baterii Dardanos oraz Rumeli Mecidiye, odpowiadając ogniem. „Bouvet” został trafiony przez osiem ciężkich pocisków, które zniszczyły dwie kazamaty oraz uszkodziły mostek i zdemolowały wiele pomieszczeń pod pokładem (awarii uległ też system wentylacyjny dziobowej wieży działa kal. 305 mm, co znacznie utrudniało jej obsłudze prowadzenie ognia). O godzinie 13:37 uszkodzone francuskie pancerniki otrzymały od dowódcy sił alianckich kadm. Johna de Robecka rozkaz odwrotu, który był jednak przez pół godziny ignorowany przez „Bouveta”, prowadzącego skuteczny ogień w kierunku fortu Namazgâh. Dopiero gdy okręt został wyminięty przez flagowego „Suffrena”, „Bouvet” zawrócił i skierował się do wyjścia z cieśniny. Podczas zwrotu otrzymał jeszcze kilka trafień ciężkimi pociskami, a o godzinie 13:58 pod prawą wieżą działa kal. 274 mm doszło do eksplozji, która spowodowała zagładę okrętu. Po 30 sekundach od wybuchu pancernik położył się na prawej burcie, a po dalszych kilkudziesięciu sekundach przewrócił się stępką do góry i po około trzech minutach zatonął. Z załogi liczącej 689 osób na pokładzie zginęło 642; uratowano zaledwie 47, w tym pięciu oficerów. Ocalałych uratowały m.in. niszczyciel HMS „Mosquito” i „Gaulois”, a część po dotarciu do brzegu dostało się do tureckiej niewoli. Wśród poległych znalazł się dowódca okrętu kmdr Rageot de La Touche, który pozostał w wieży dowodzenia, odznaczony pośmiertnie Krzyżem Wojennym.
Przyczyną eksplozji, która spowodowała zniszczenie pancernika, było najprawdopodobniej wejście na minę postawioną 8 marca przez turecki stawiacz min „Nusret”. Na niezwykle krótki czas tonięcia wpływ miał również zły stan techniczny jednostki i jej niewystarczająca stateczność.

## Wrak
Wrak pancernika spoczywa na głębokości około 70 metrów na pozycji 40°05′00″N 26°17′08″E/40,083333 26,285556 .